# Garažni rock
Garažni rock je surova in energična vrsta rock and rolla, ki je doživela razcvet sredi 60-ih let – najizraziteje v ZDA in Kanadi, a tudi drugod. V tistem času taka glasba ni imela posebnega imena in je niso obravnavali kot ločeno glasbeno zvrst, a je s pomočjo prepoznanosti s strani kritikov v zgodnjih 70-ih letih in z izdajo kompilacijskega albuma Nuggets: Original Artyfacts from the First Psychedelic Era, 1965–1968 postala jasneje definirana zvrst. Ime izhaja iz domneve, da so bili izvajalci pogosto skupine, sestavljene iz mlajših amaterjev, ki so vadili v družinski garaži, čeprav so bili mnogi izvajalci profesionalci. Za zasedbe, ki izvajajo tovrstno glasbo, se pogosto rabi besedna zveza garažni bend.
Glasbeni slog, ki je predhodnik psihedeličnega rocka, karakterizirajo agresivna in nesofisticirana besedila in način petja, zvok kitar je pogosto distorziran. Surf rock in posledično tudi skupina the Beatles ter Merseybeat skupine britanske invazije so motivirale tisoče mladih ljudi, da so v ZDA in drugod v letih 1963–1968 ustanovili lastne skupine. Na stotine izvajalcev je proizvedlo regionalne uspešnice, nekaj pa jih je doseglo državne lestvice. Zaradi vzpona psihedelične glasbe je mnogo garažnih bendov inkorporiralo eksotične elemente v žanrov primitiven slogovni okvir. Po letu 1968, ko so trg prevzele bolj sofisticirane oblike rock glasbe, je garažni rock večinoma izginil z regionalnih in državnih lestvic.
Z namenom, da bi identificirali in prepoznali takšno glasbo kot ločeno zvrst, so določeni glasbeni kritiki v zgodnjih 70-ih slog začeli retroaktivno imenovati "punk rock"; to je bila prva oblika glasbe s tem opisom in včasih se ji reče "garažni punk", "protopunk" ali pa "punk 60-ih", da bi vzpostavili razliko z bolje znanim punk rockom poznejših 1970-ih let, na katerega je imela vpliv. Garažni rock je doživel že razne oblike oživitev v zadnjih nekaj desetletjih in še naprej vpliva na kontemporarne izvajalce, ki imajo raje glasbeni pristop po principu "nazaj k osnovam" ali "naredi sam".